# Tylophora paniculata
Tylophora paniculata är en oleanderväxtart som beskrevs av Robert Brown. Tylophora paniculata ingår i släktet Tylophora och familjen oleanderväxter. Inga underarter finns listade i Catalogue of Life.